# Extreme Rules 2015
Extreme Rules 2015 was een professioneel worstel-pay-per-view (PPV) en WWE Network evenement dat georganiseerd werd door de WWE. Het was de 7de editie van Extreme Rules. Het evenement vond op 26 april 2015 plaats in de Allstate Arena in Rosemont, Illinois.
De "Main Event" was een Steel Cage match tussen de WWE World Heavyweight Champion Seth Rollins en Randy Orton. De wedstrijd werd gewonnen door kampioen Seth Rollins, die zo zijn titel behield.

## Matchen
| Nr.                                                                          | Match | Winnaar(s)       |
| ---------------------------------------------------------------------------- | --- | ---------------- |
| 1 PS                                                                         | Neville vs. Wade Barrett in een een-op-eenmatch                                                                                        | Neville          |
| 2                                                                            | Dean Ambrose vs. Luke Harper in een Chicago Street Fight match                                                                         | Dean Ambrose     |
| 3                                                                            | Dolph Ziggler vs. Sheamus in een Kiss Me Arse match                                                                                    | Dolph Ziggler    |
| 4                                                                            | Tyson Kidd & Cesaro (c) (met Natalya) vs. The New Day (Big E & Kofi Kingston) in een tag team match voor het WWE Tag Team Championship | The New Day (nc) |
| 5                                                                            | John Cena (c) vs. Rusev (met Lana) in een Russian Chain match voor het WWE United States Championship                                  | John Cena (c)    |
| 6                                                                            | Nikki Bella (c) met Brie Bella vs. Naomi in een een-op-eenmatch voor het WWE Divas Championship                                        | Nikki Bella (c)  |
| 7                                                                            | Roman Reigns vs. Big Show in een Last Man Standing match                                                                               | Roman Reigns     |
| 8                                                                            | Seth Rollins (c) vs. Randy Orton in een Steel Cage match voor het WWE World Heavyweight Champion 1                                     | Seth Rollins (c) |
| (c) huidige kampioen voor en na de match \| (nc) nieuwe kampioen na de match | |                  |

1 Zowel Orton als Rollins mochten kiezen wat voor soort wedstrijd ze zouden hebben, nadat ze tijdens RAW van 13 aprilhun matches hadden gewonnen, Rollins koos er voor dat Orton zijn "RKO" niet mocht gebruiken tijdens de match, hierop koos Orton voor de Steel cage match.